# Корпанюк Семен Іванович
Семен Іванович Корпанюк (14 вересня 1894, Яворів поблизу Косова — 20 листопада 1970, Яворів) — гуцульський народний майстер-різьбяр; член Спілки радянських художників України з 1960 року. Заслужений майстер народної творчості УРСР з 1964 року. Брат різьбярів Петра і Юрія Корпанюків, батько різьбяра Василя Корпанюка.

## Життєпис
Народжений 14 вересня 1894 року в селі Яворові (нині Косівський район, Івано-Франківської области, Україна). Син Катерини Шкрібляк — дочки різьбяра Юрія Шкрібляка.
Різьбити почав з 1912 року. Навчався різьбленню в батька Івана Корпанюка та у братів матері — Василя та Миколи Шкрібляків. До 1939 року працював в основному на замовлення. З 1944 року працював в експериментальній майстерні косівської артілі «Гуцульщина», де виготовляв взірці для масового тиражування.
Прожив усе життя на присілку Широкому села Яворова. Помер у Яворові 20 листопада 1970 року, похований на цвинтарі біля церкви в рідному селі.

## Творчість
Працював у галузі декоративного мистецтва (декоративна різьба по дереву, інкрустація, карбування, гравірування). Використовував сухе різьблення, інкрустацію бісером, відтінками дерева, перламутром, мосяжними дротиками, цвяхами. Серед робіт декоративні тарілки, шкатулки, скриньки, палиці, ракви, цукерниці та інше.
Брав участь у республіканських виставках з 1949 року, всесоюзних — з 1968 року, зарубіжних — з 1912 року.
Роботи майстра зберігають у Національному музеї українського народного декоративного мистецтва в Києві, Музеї етнографії та художнього промислу у Львові, Національному музеї народного мистецтва Гуцульщини та Покуття імені Йосафата Кобринського в Коломиї (20 творів) та музеях Польщі, Австрії, США, Канади, Росії.

## Про нього
- Про нього та його брата Юрія в 1974 році вийшла книга: «Юрій та Семен Корпанюки. Альбом.» — Київ : Мистецтво.
- Живописний портрет майстра разом з братом Юрієм написав художник Петро Сахро[3].